# 10835 Fröbel
10835 Fröbel è un asteroide della fascia principale. Scoperto nel 1993, presenta un'orbita caratterizzata da un semiasse maggiore pari a 2,3096260 UA e da un'eccentricità di 0,0714081, inclinata di 7,05343° rispetto all'eclittica.